# Hornby-with-Farleton

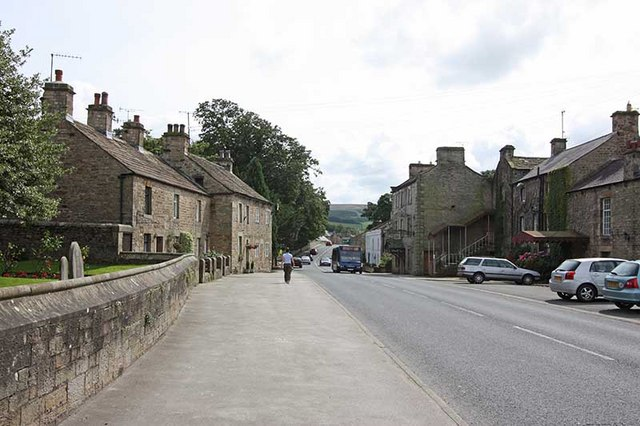

Hornby-with-Farleton – civil parish w Anglii, w hrabstwie Lancashire, w dystrykcie Lancaster. Leży 77 km na północ od miasta Manchester i 335 km na północny zachód od Londynu. W 2001 miejscowość liczyła 729 mieszkańców.